# Stacy Keach
Walter Stacy Keach Jr. (Savannah, 1941. június 2. –) Golden Globe-díjas amerikai színész, narrátor. Leginkább drámai szerepeiről ismert.

## Életpályája
1941-ben született a Georgia állambeli Savannah-ban, Mary Cain és Stacy Keach Sr. gyermekeként. Testvére, James színész, rendező. 1959-ben érettségizett a Van Nuys High School tanulójaként. Tanulmányait a Kaliforniai Egyetemen és a London Academy of Music and Dramatic Art-on folytatta.
Londonban találkozott "hősével", Laurence Olivier-rel.

## Elismerései
2015-ben beiktatták az American Theater Hall of Fame-be. 2019-ben megkapta saját csillagát a Hollywoodi Hírességek Sétányán (Hollywood Walk of Fame.

## Magánélete
1984-ben a londoni rendőrség letartóztatta Keach-et a Heathrow repülőtéren, kokain szállításáért. Keach bűnösnek vallotta magát, és hat hónapos börtönbüntetést kapott.
Keach szerint a börtönben eltöltött ideje az élete mélypontja volt, és hogy ebben az időben ismert meg egy papot, ez vezette őt arra, hogy áttérjen a kereszténységre. Keach és felesége továbbá találkoztak II. János Pál pápával is. Felesége, Małgosia Tomassi ugyanabba az iskolába járt, mint a pápa.
Négy alkalommal nősült. Első felesége Kathryn Baker volt 1964-ben, őt Marilyn Aiken követte 1975-ben, ezután Jill Donahue következett 1981-ben, végül Małgosia Tomassi-val kötött házasságot 1986-ban. Két gyermekük van: Shannon és Karolina. 2015-ben Keach lengyel állampolgár lett.

## Filmográfia

### Film
| Év   | Magyar cím                                | Eredeti cím                              | Szerep                            | Magyar hang          |
| ---- | ----------------------------------------- | ---------------------------------------- | --------------------------------- | -------------------- |
| 1968 | Magányos vadász a szív                    | The Heart Is a Lonely Hunter             | Blount                            | Dózsa László         |
| 1970 |                                           | End of the Road                          | Jacob Horner                      |                      |
| 1970 |                                           | The Traveling Executioner                | Jonas Candide                     |                      |
| 1970 |                                           | Brewster McCloud                         | Abraham Wright                    |                      |
| 1971 | Doc Holliday                              | Doc                                      | Doc Holliday                      | Szabó Sipos Barnabás |
| 1971 | Doc Holliday                              | Doc                                      | Doc Holliday                      | Barbinek Péter       |
| 1972 | Bunyósok                                  | Fat City                                 | Billy Tully                       | Végh Péter           |
| 1972 | Nagyvárosi légió                          | The New Centurions                       | Roy Fehler                        |                      |
| 1972 | Roy Bean bíró élete és kora               | The Life and Times of Judge Roy Bean     | Bad Bob                           | Bezerédi Zoltán      |
| 1974 |                                           | Luther                                   | Luther Márton                     |                      |
| 1974 | A Dion fivérek                            | The Gravy Train                          | Calvin                            | Kristóf Tibor        |
| 1974 |                                           | Watched!                                 | Mike Mandell / 'Sonny'            |                      |
| 1975 | Neveletlenek                              | Conduct Unbecoming                       | Harper kapitány                   | Avar István          |
| 1976 | A szicíliai kereszt                       | Gli esecutori                            | Charlie Hanson                    | Ujréti László        |
| 1976 | A gyilkos bennem él                       | The Killer Inside Me                     | Lou Ford                          | Rosta Sándor         |
| 1977 |                                           | The Squeeze                              | Jim Naboth                        |                      |
| 1977 | Párbajhősök                               | The Duellists                            | narrátor (hangja)                 |                      |
| 1978 | A nagy csata                              | Il grande attacco                        | Mannfred Roland őrnagy            |                      |
| 1978 | Mélytengeri vészjelzés                    | Gray Lady Down                           | Bennett kapitány                  | Berzsenyi Zoltán     |
| 1978 | Mélytengeri vészjelzés                    | Gray Lady Down                           | Bennett kapitány                  | Végh Péter           |
| 1978 |                                           | La montagna del dio cannibale            | Edward Foster professzor          |                      |
| 1978 | A nagy szívás                             | Up in Smoke                              | Stedenko őrmester                 | Rosta Sándor         |
| 1978 |                                           | Two Solitudes                            | Huntley McQueen                   |                      |
| 1980 | A kilencedik alakzat                      | The Ninth Configuration                  | Vincent "Killer" Kane ezredes     |                      |
| 1980 | Jesse James balladája                     | The Long Riders                          | Frank James                       |                      |
| 1981 | Vágóhíd négy keréken                      | Roadgames                                | Patrick Quid                      | Vass Gábor           |
| 1981 | Csalóka nyalóka                           | Nice Dreams                              | Stedenko őrmester                 |                      |
| 1982 | Lepke                                     | Butterfly                                | Jess Tyler                        | Vass Gábor           |
| 1982 | Bajnokcsapat                              | That Championship Season                 | James Daley                       |                      |
| 1990 | Kiborgtanárok                             | Class of 1999                            | Dr. Bob Forest                    | Rosta Sándor         |
| 1990 |                                           | Milena                                   | Jesenski                          |                      |
| 1990 |                                           | Evil Blood                               | Ben Driscoll / Harlan Errickson   |                      |
| 1993 |                                           | Sunset Grill                             | Harrison Shelgrove                |                      |
| 1993 | Batman: A rém álarca                      | Batman: Mask of the Phantasm             | Carl Beaumont / Phantasm (hangja) | Kun Vilmos           |
| 1994 | Jó zsaru, rossz zsaru                     | Raw Justice                              | Bob Jenkins alpolgármester        | Dengyel Iván         |
| 1994 | Jó zsaru, rossz zsaru                     | Raw Justice                              | Bob Jenkins alpolgármester        | Barbinek Péter       |
| 1994 | Bűnök városa                              | New Crime City                           | Wynorski                          | Uri István           |
| 1996 | Menekülés Los Angelesből                  | Escape From L.A.                         | Mac Malloy parancsnok             | Sörös Sándor         |
| 1996 | A jaguár bosszúja                         | Prey of the Jaguar                       | a parancsnok                      | Izsóf Vilmos         |
| 1997 |                                           | The Sea Wolf                             | Wolf Larsen százados              |                      |
| 1997 | Vírusharc                                 | Future Fear                              | Wallace tábornok                  | Hankó Attila         |
| 1998 | Amerikai história X                       | American History X                       | Cameron Alexander                 | Barbinek Péter       |
| 1998 |                                           | Sea Devils                               | Savienko kapitány                 |                      |
| 1999 | A kukorica gyermekei 666: Izsák visszatér | Children of the Corn 666: Isaac's Return | Dr. Michaels                      | Sörös Sándor         |
| 1999 | Néma rettegés                             | Fear Runs Silent                         | Mr. Hill                          | Szersén Gyula        |
| 2000 |                                           | Unshackled                               | Kelso börtönigazgató              |                      |
| 2000 | Tüzes jég                                 | Icebreaker                               | Bill Foster                       |                      |
| 2000 | Az elveszett anthrax                      | Militia                                  | George Armstrong Montgomery       |                      |
| 2000 | Szerepcserés támadás                      | Mercy Streets                            | Tom                               |                      |
| 2001 | Trópusi bosszú                            | Sunstorm                                 | John Parker tábornok              | Szélyes Imre         |
| 2003 | Amikor a sasok lecsapnak                  | When Eagles Strike                       | Thurmond tábornok                 | Barbinek Péter       |
| 2004 | Halálos felfedezés                        | Caught in the Headlights                 | Mr. Jones                         |                      |
| 2004 |                                           | Galaxy Hunter                            | 3V3                               |                      |
| 2004 |                                           | El padrino                               | Lancaster kormányzó               |                      |
| 2005 |                                           | Man with the Screaming Brain             | Dr. Ivanov                        |                      |
| 2005 |                                           | Keep Your Distance                       | Brooks Voight                     |                      |
| 2006 |                                           | Come Early Morning                       | Owen Allen                        |                      |
| 2006 | Isten hozott, Miss Mary!                  | Jesus, Mary and Joey                     | Jack O'Callahan                   |                      |
| 2007 |                                           | Honeydripper                             | seriff                            |                      |
| 2008 | W. – George W. Bush élete                 | W.                                       | Earle Hudd                        | Berzsenyi Zoltán     |
| 2009 |                                           | Chicago Overcoat                         | Ray Berkowski                     |                      |
| 2009 | A bokszoló                                | The Boxer                                | Joe                               | Barbinek Péter       |
| 2011 | Viharok háborúja                          | Weather Wars                             | Marcus Grange                     | Barbinek Péter       |
| 2011 |                                           | Cellmates                                | Warden Merville                   |                      |
| 2011 |                                           | Jerusalem Countdown                      | Jackson                           |                      |
| 2012 |                                           | The Great Chameleon                      | Max                               |                      |
| 2012 | A Bourne-hagyaték                         | The Bourne Legacy                        | Mark Turso                        | Barbinek Péter       |
| 2013 |                                           | Ooga Booga                               | Marks bíró                        |                      |
| 2013 | Repcsik                                   | Planes                                   | Kapitány (hangja)                 | Szilágyi Tibor       |
| 2013 | Nebraska                                  | Nebraska                                 | Ed Pegram                         | Papp János           |
| 2014 | Repcsik: A mentőalakulat                  | Planes: Fire & Rescue                    | Kapitány (hangja)                 | Szilágyi Tibor       |
| 2014 | Sin City: Ölni tudnál érte                | Sin City: A Dame to Kill For             | Alarich 'Kraut' Wallenquist       | Forgács Gábor        |
| 2014 | Ha maradnék                               | If I Stay                                | George Hall nagyapa               | Kajtár Róbert        |
| 2015 | Igazság – A CBS-botrány                   | Truth                                    | Bill Burkett alezredes            | Papp János           |
| 2016 | Mobil                                     | Cell                                     | Charles Ardai                     | Berzsenyi Zoltán     |
| 2016 | Arany                                     | Gold                                     | Clive Coleman                     | Borbiczki Ferenc     |
| 2017 |                                           | Girlfriend's Day                         | Gundy                             |                      |
| 2018 | Gotti                                     | Gotti                                    | Aniello Dellacroce                | Borbiczki Ferenc     |
| 2020 |                                           | Survival Skills (rövidfilm)              | narrátor                          |                      |
| 2023 |                                           | Buckle Up                                | Ronnie Straight                   |                      |

### Televízió

#### Tévéfilm
| Év   | Magyar cím                             | Eredeti cím                                               | Szerep                    | Magyar hang    |
| ---- | -------------------------------------- | --------------------------------------------------------- | ------------------------- | -------------- |
| 1967 |                                        | The Winter's Tale                                         | Autolycus                 |                |
| 1968 |                                        | Macbeth                                                   | Banquo                    |                |
| 1973 |                                        | The Man of Destiny                                        | Bonaparte Napóleon        |                |
| 1974 |                                        | All the Kind Strangers                                    | Jimmy Wheeler             |                |
| 1976 |                                        | Dynasty                                                   | Matt Blackwood            |                |
| 1983 | Mike Hammer: A nőfaló magándetektív    | Murder Me, Murder You                                     | Mike Hammer               |                |
| 1984 | Mike Hammer: A végzetes pókerparti     | More Than Murder                                          | Mike Hammer               |                |
| 1986 |                                        | The Return of Mickey Spillane's Mike Hammer               | Mike Hammer               |                |
| 1986 |                                        | Intimate Strangers                                        | Dr. Jeff Bierston         |                |
| 1989 |                                        | The Forgotten                                             | Adam Roth                 |                |
| 1989 | Mike Hammer: A gyilkos mindent visz    | Mike Hammer: Murder Takes All                             | Mike Hammer               |                |
| 1991 | Cápák és torpedók                      | Mission of the Shark: The Saga of the U.S.S. Indianapolis | Charles B. McVay III      | Pathó István   |
| 1992 |                                        | Lincoln                                                   | George McClellan (hangja) |                |
| 1992 |                                        | Haunted Lives: True Ghost Stories                         | narrátor (hangja)         |                |
| 1992 | Csendes villám                         | Revenge on the Highway                                    | Claude Sams               | Fülöp Zsigmond |
| 1993 | Rio Diablo – Az Ördögfolyó             | Rio Diablo                                                | Kansas                    | Juhász Jácint  |
| 1993 | Ellenállhatatlan erő                   | Irresistible Force                                        | Harris Stone              | Kránitz Lajos  |
| 1993 | Ellenállhatatlan erő                   | Irresistible Force                                        | Harris Stone              | Rosta Sándor   |
| 1993 | Hullazsákok                            | Body Bags                                                 | Richard Coberts           | Barbinek Péter |
| 1994 | Akaratuk ellenére                      | Against Their Will: Women in Prison                       | Jack Devlin               |                |
| 1994 |                                        | Texas                                                     | Sam Houston               |                |
| 1995 | Bízzál bennem                          | Trust in Me                                               | tiszteletes               |                |
| 1995 | Ifjú Ivanhoe                           | Young Ivanhoe                                             | Pembrooke                 | Juhász Jácint  |
| 1995 | Ifjú Ivanhoe                           | Young Ivanhoe                                             | Pembrooke                 | Kristóf Tibor  |
| 1995 |                                        | Amanda & the Alien                                        | Emmitt Mallory            |                |
| 1996 | Nyomkereső                             | The Pathfinder                                            | Compte Du Leon            | Kardos Gábor   |
| 1997 | A fáraó kincse                         | Legend of the Lost Tomb                                   | Dr. William Bent          |                |
| 1997 | Agylenyomat                            | Murder in My Mind                                         | Cargill                   |                |
| 2000 | A szeretet ereje                       | The Courage to Love                                       | Jean Baptiste             |                |
| 2001 | Szikrázó vihar                         | Lightning: Fire from the Sky                              | Bart Pointdexter          | Barbinek Péter |
| 2002 | Rabold el a télapót!                   | The Santa Trap                                            | Max Hurst                 | Barbinek Péter |
| 2003 | Csodakutyák                            | Miracle Dogs                                              | C.W. Aldrich              |                |
| 2003 |                                        | Wie tauscht man seine Eltern um?                          | Richard Henderson         |                |
| 2003 | Jégvihar                               | Frozen Impact                                             | Pete Crane                | Papp János     |
| 2006 | A nagy hajsza                          | Desolation Canyon                                         | Samuel Kendrick           | Barbinek Péter |
| 2006 | Gyilkos kór: Madárinfluenza Amerikában | Fatal Contact: Bird Flu in America                        | Collin Reed titkár        |                |
| 2006 |                                        | Death Row                                                 | John Elias                |                |
| 2008 | Magányos lovas balladája               | Lone Rider                                                | Robert Hattaway           |                |
| 2008 | Haláljátszma                           | Ring of Death                                             | Golan börtönigazgató      | Faragó András  |
| 2008 | Dajka kalamajka                        | The Nanny Express                                         | McGuiness tiszteletes     | Barbinek Péter |
| 2011 | Hindenburg                             | Hindenburg: The Last Flight                               | Edward Van Zandt          | Barbinek Péter |

#### Sorozat
- Lincoln (1976)
- A názáreti Jézus (1977)
- Mike Hammer (1984-1987)
- Örökölt szerelem (1984)
- Hemingway (1988)
- Az éjszaka árnyai (1993)
- Nova (1994-2000)
- Angyali érintés (1995-2003)
- Az ígéret földje (1997)
- A kikötő (1997)
- Mike Hammer, Private Eye (1997-1998)
- Fecsegő tipegők (1998-2001)
- Végtelen határok (2000)
- Titus (2000-2002)
- A Simpson család (2001-2016)
- Mizújs, Scooby-Doo? (2003-2005)
- Halálos felfedezés (2005)
- Will és Grace (2005)
- A szökés (2005-2007)
- Feketeszakáll és a Karib-tenger kalózai (2006)
- Vészhelyzet (2007)
- Meteor (2009)
- Két pasi – meg egy kicsi (2010)
- Sammy nagy kalandja: A titkos átjáró (2010)
- Matuka meséi (2011)
- Író és kamuhős (2011)
- A stúdió (2012)
- Szomszédok az űrből (2012-2013)
- Nyugi, Charlie! (2013)
- Brooklyn 99 – Nemszázas körzet (2013)
- Sean, a csodaapa (2013-2014)
- Esküdt ellenségek: Különleges ügyosztály (2014)
- A kör bezárul (2015)
- Vérmes négyes (2015)
- NCIS: New Orleans (2015-2019)
- Egymás nyakán (2016)
- Zsaruvér (2016-2022)
- Jóapátok (2017-2020)
- Feketelista (2019-2021)
- Most nevess! (2020)
- Amerika legkapzsibb bűnözői (2022)